# Naenia signata
Naenia signata là một loài bướm đêm trong họ Noctuidae.